# Complexe Khoja Abdulkhaliq Gijduvani
 (décembre 2023).
Le complexe Khoja Abdulkhaliq Gijduvani est un monument architectural (XII-XVe siècles) situé dans la ville de Gijduvan, dans la région de Boukhara. 

## Histoire
Le complexe se trouve à 50 km de la ville de Boukhara et a été construit par Abdukholiq ibn Abdujalil Gijduvani, le fondateur de la secte Khojagan. Le complexe comprend le mausolée de Khoja Abdulkhaliq Gijduvani, la médersa d'Ulughbeg, une mosquée et un bassin. Khoja Abdulkhaliq Gijduvani est le premier représentant des sept pirs de Boukhara. Il est devenu connu sous le nom de Khojai Jahan et a fondé l'école de soufisme. En 1433, le Mirza Ulugbek timouride a construit une madrasa devant le sanctuaire de Khoja Abdulkhaliq Gijduvani. En 2003, le 900e anniversaire de Khoja Abdulkhaliq Gijduvani a été largement célébré. La madrasa d'Ulugbek dans le complexe se distinguait par son apparence. Une mosquée a été construite dans ce complexe pendant le règne de Shaibani Ubaydullah Khan de Boukhara (1539-1550). En 1583, la madrasa et la mosquée ont été rénovées pendant le règne de Bukhara Khan Abdullah Khan II (1583-1598). Les versets 1 à 7 de la sourate Alaq étaient mentionnés sur la façade de la madrasa Mirzo Ulugbek. Ces notes ont été écrites en écriture suls. Cependant, la plupart d'entre elles se sont effondrées. En 1946, une partie des archives de la madrasa Mirzo Ulugbek a été lue et, en conséquence, elle a été restaurée. La pierre tombale d'Abdukholiq Gijduvani était en pierre et le onzième verset de la sourate « Mujadala » du Coran était écrit sur les côtés. Sur les côtés courts de la pierre tombale, une épitaphe (inscription dédiée à cette personne) était écrite. La mosquée du complexe de Khoja Abdulkhaliq Gijduvani a été reconstruite en 2003. De nos jours, toutes les conditions pour les pèlerins ont été créées dans le complexe de Khoja Abdulkhaliq Gijduvani.

## Lectures complémentaires
- Ражабов Қ, Иноятов С., Бухоро тарихи, Tошкент, Тафаккур нашриёти,‎ 2016, 460 p. (ISBN 978-9943-24-119-0)
- Каримова Г., лойиҳа муаллифи, таржима ва изоҳлар муҳаррирлари Б. Бобожонов, К. Рахимов, Ўзбекистон обидаларидаги битиклар, Тошкент, Ўзбекистон нашриёти,‎ 2011, 564 p. (ISBN 978-9943-01-716-0)